# Search-Light
「Search-Light」（サーチライト）は、日本の女性歌手、広瀬香美の20枚目のシングル。

## 解説
- 2001年1月24日に、ビクターエンタテインメントからリリースされた。
- 「アルペン」CMソング。
- 広瀬香美の曲の中でも特に音域が高く、2回目のサビの後の間奏ではE6まで上昇する。

## 収録曲
作詞・作曲：広瀬香美　編曲：野崎貴朗
1. Search-Light (5:24)
2. Rising New World (5:26)
3. Search-Light(Instrumental) (5:20)

## 収録アルバム
- 広瀬香美 THE BEST Love Winters〜ballads (#1)
- Alpen Best Kohmi Hirose (#1)
- タイアップコレクション〜広瀬香美のテレビで聴いたあの曲達〜 (#1)
- SINGLE COLLECTION (#1)
- THE BEST "1992-2018" + "雪"Setlist Non-Stop Mix (#1)
- WINTER TOUR 2020 "SING" + Live at Blue Note Tokyo (#1)

| 前半 | 前半       | → | 大サビ | 大サビ        |
|      | ハ長調 (C) | → |        | 変ニ長調 (D♭) |